# Karst (geografie)

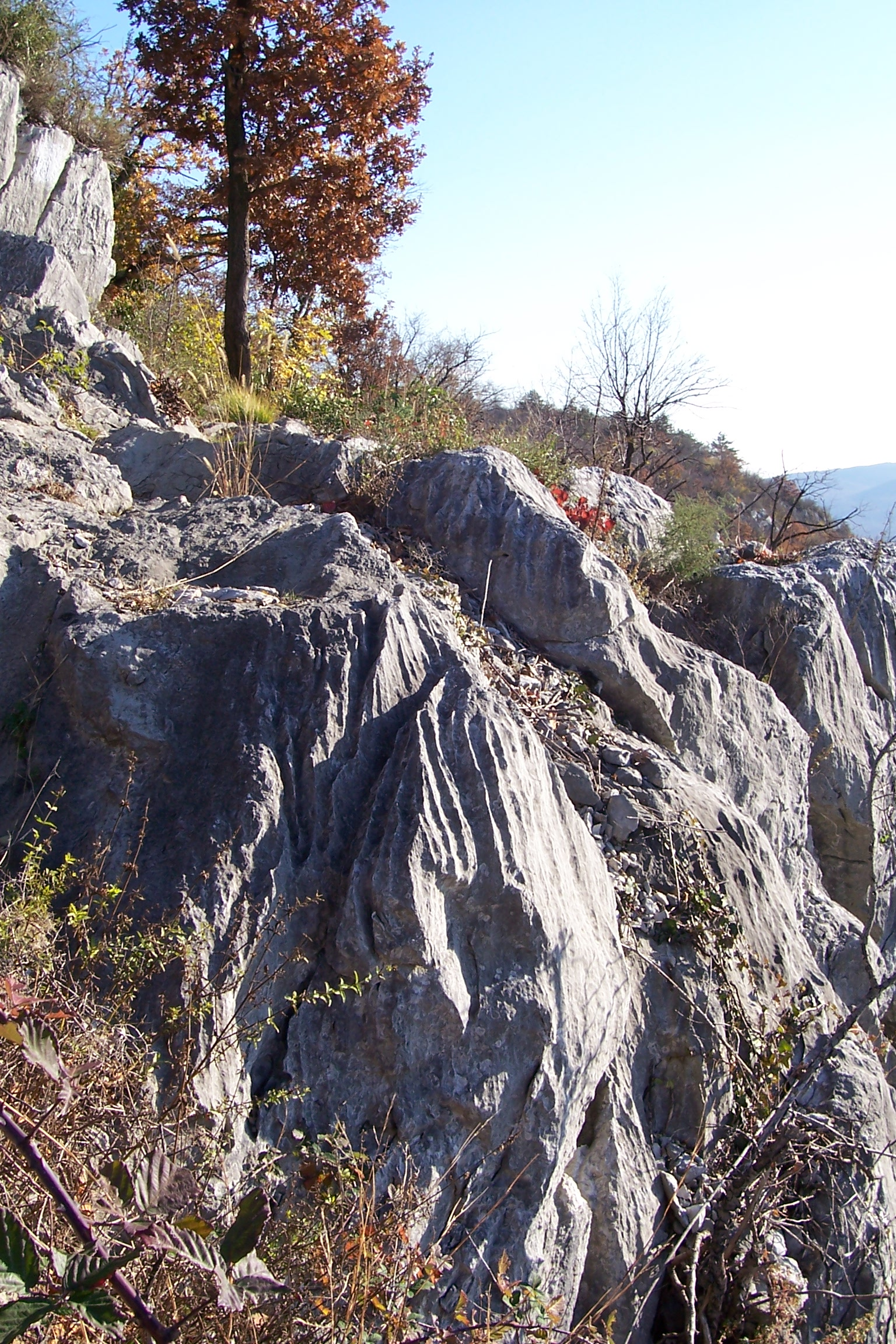
Karstlandschap in Italië

Met de term karst worden alle verschijnselen bedoeld die te maken hebben met de oplossing van kalksteen in water. 
Karst doet zich voor in streken waar kalksteen aan de oppervlakte ligt en wordt aangetast door chemische verwering ten gevolge van de zure eigenschappen van regenwater. Karst veroorzaakt enkele typische landschapsvormen en kenmerken.
Karst is de Duitse naam van een streek op de grens van Slovenië en Italië, waar deze chemische fenomenen het eerst werden bestudeerd en beschreven. Deze streek heet Kras in het Sloveens en Carso in het Italiaans.

## Typische landvormen

### Bovengrondse karstvormen
- Lapiez, lapiaz of karren: Fenomeen aan de oppervlakte van kalkrotsen, die een grillig oppervlak vertonen met ribbels en greppels. Deze greppels hebben afmetingen van centimeters tot meters breedte en diepte, en vaak meerdere tientallen m lengte. Hun oriëntatie is afhankelijk van stratificatie (gelaagdheid), diaklazen en/of topografie (reliëf). Lapiez worden gevormd ten gevolge van afstroming (mechanische actie) en oplossing van kalksteen. Ook door actie van humuszuur als rotsen bedekt zijn door bodem. Het regenwater dat op de bodem valt sijpelt door en wordt zuurder. Een daling van de pH (=zuurder) zorgt voor meer oplossing van kalksteen.

- Dolines: Ronde of ovale depressie (meters tot tientallen meters), bekleed met oplossingsklei (residu van opgeloste kalksteen). Deze klei kan een roodachtige kleur hebben (terra rossa) in warmere streken, te wijten aan de aanwezigheid van Fe2O3 (hematiet) of FeO(OH)·nH2O (limoniet).
- Het ontstaan en de lokalisatie van dolines wordt mede beïnvloed door aanwezigheid van diaklazen, infiltratie van oppervlakkige afvoer, concentraties van sneeuw, aanwezigheid van koud oppervlaktewater tijdens de ijstijden. Bij een vergroeiing van meerdere dolines spreekt men van Ouvala of karstdal.
- Polje: Gesloten vlakte in karstgebied (vaak endorheïsch, d.w.z. dat de vlakte niet afwatert in een oceaan of zee, en overal begrensd is door waterscheidingen), schaal 102-105 m; vlakke bodem bestaande uit ontkalkt materiaal, vaak goede landbouwgrond, omringd door steile hellingen.
- Hum: residueel reliëf. Dit zijn restbergen die boven de karstvlakten uitsteken.
- Ponor: plaats waar het afvoerwater infiltreert.
- Droge valleien, droogdalen: Valleien met niet-permanente rivieren (enkel bij grote neerslag, of als de capaciteit van de ponors en chantoires overschreden wordt).
- Verdwijngaten: Gaten, kloven, en andere openingen aan de oppervlakte van een plateau waar het oppervlaktewater infiltreert. Vormen zich ter hoogte van barsten en intersecties van diaklazen.
- Ruïnevormig reliëf: Geïsoleerde en verbrokkelde blokken bij de oplossing van kalksteen.
- Canyons: Diep ingesneden valleien in een kalkplateau, vaak te verklaren door het feit dat het in feite om allogene valleien gaat (bron en bovenloop in andere streken; bv. Tarn, Verdon).

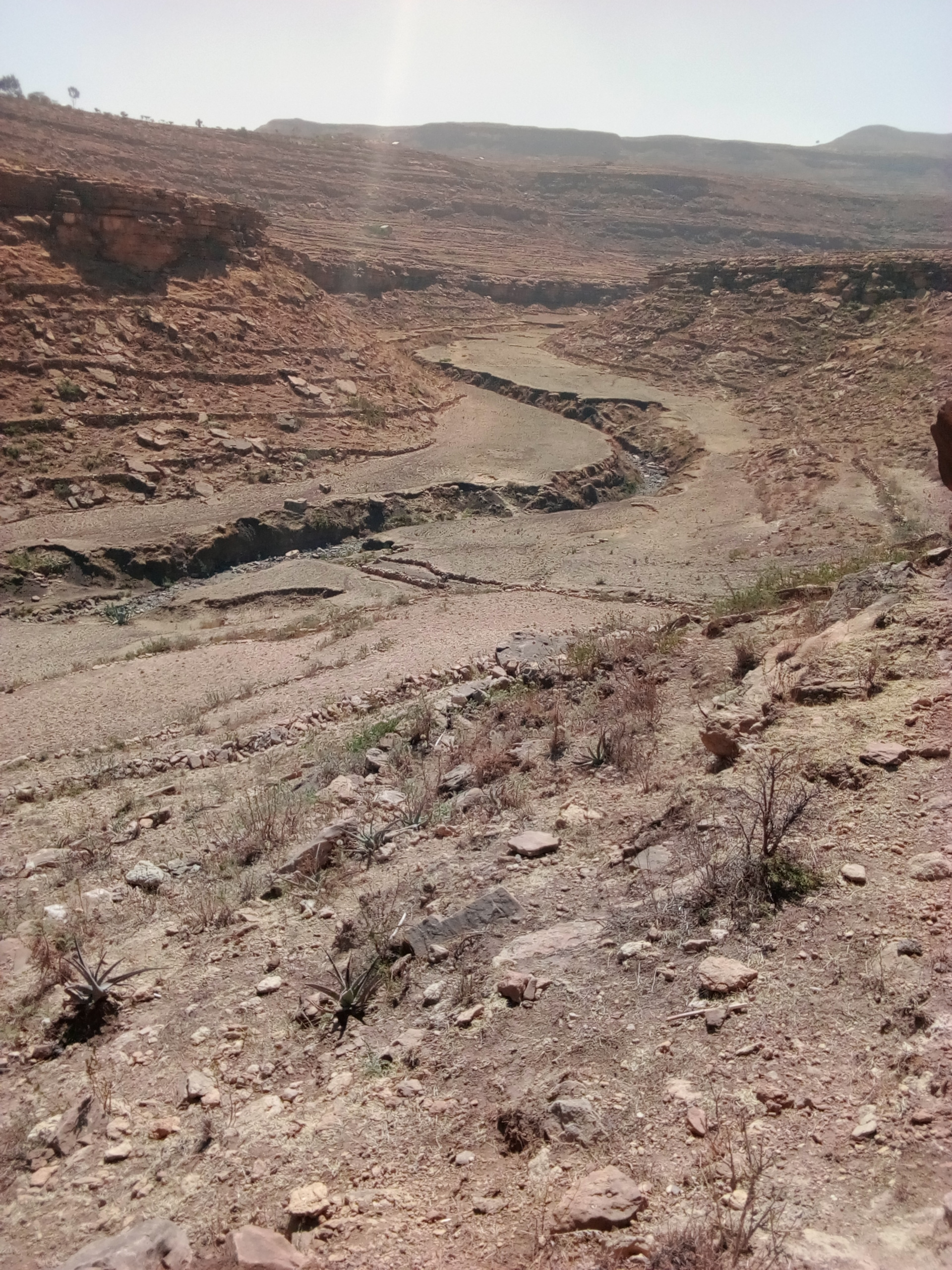
Kloof in kalksteen in Dogu'a Tembien (Ethiopië)

- Kalktuf en travertijn: bovengrondse kalkafzettingen

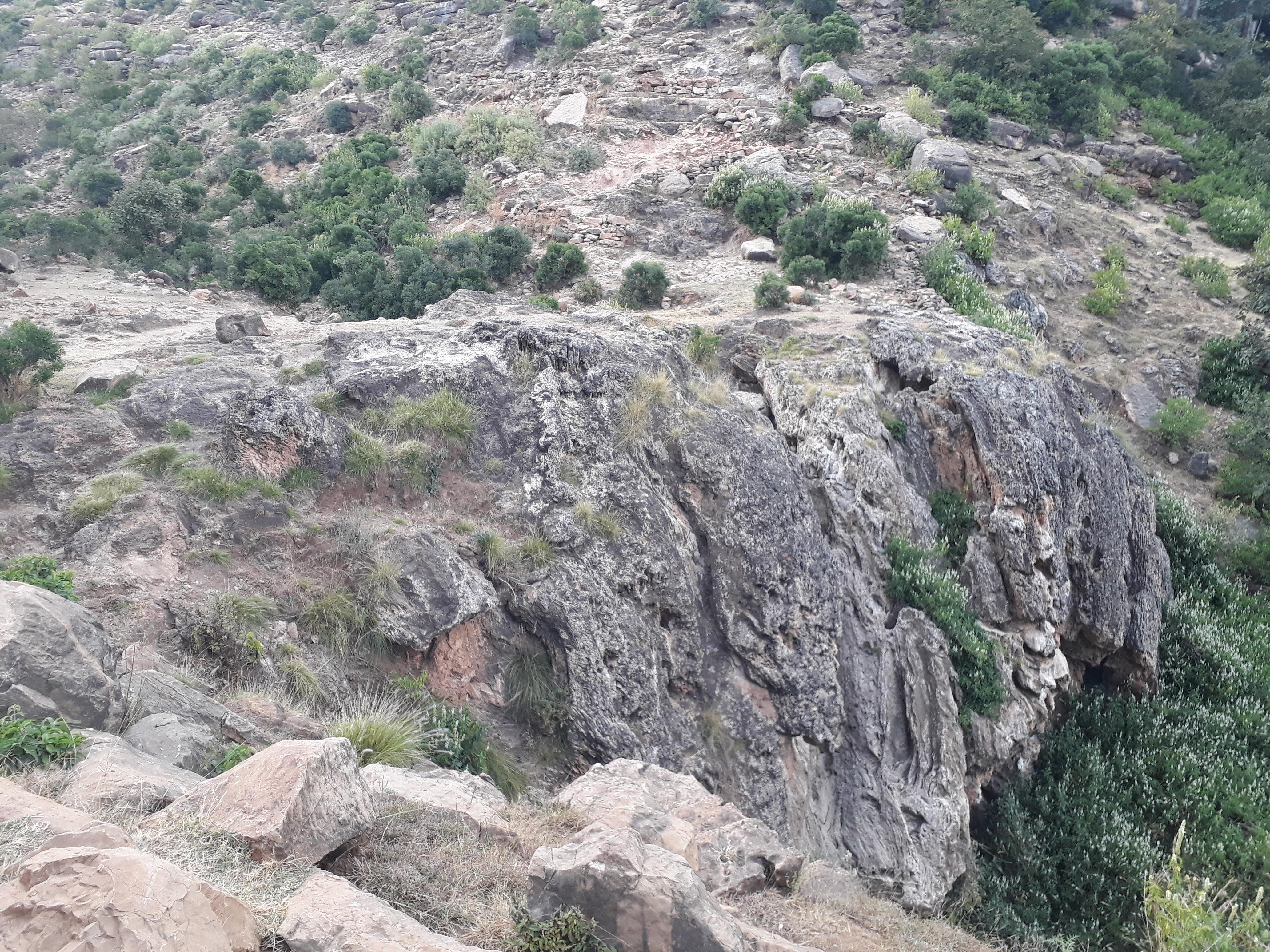
Kalktuf-formatie in Dogu'a Tembien (Ethiopië)

### Ondergrondse karstvormen
- Grotten en holen: Veroorzaakt door oplossings- en mechanische actie van ondergronds water. Afhankelijk van geologische omstandigheden (breuken, diaklazen, gelaagdheid, lithologische grenzen, basisniveau van het grondwater, …)
- Calcietconcreties: Bij doorsijpeling van kalkrijk water in een grot leidt de lagere partiële CO2 spanning in die grot tot het deels vervluchten van koolzuurgas en wordt calciet afgezet. Typische concreties zijn: stalagmieten, excentrische druipstenen, fistuleuse («macaroni»), draperieën, stalactieten, kolommen, «gours».
- Het water in de grotten bereikt soms de bovenzijde van de galerij: we hebben dan een sifon of een bevochtigd gewelf. De galerijen verbreden zich vaak tot zalen, die dikwijls veroorzaakt zijn door instortingen van het gewelf.

## Karsthydrogeologie
- Absorptie- of infiltratiezone: Dit is het oppervlak van een karstmassief, onderhevig aan neerslag. Er vindt hier onmiddellijke en snelle infiltratie plaats van regenwater en van geconcentreerde afstroming door karstkanalen. Deze zone heeft een rol als filter en kan ook min of meer belangrijke waterreserves bevatten.
- Diffuse infiltratie vindt plaats door een zachte bedekkingslaag of door uniform gespleten kalksteen (vb. lapiez).
- Transferzone: Hier wordt het langzaam infiltrerend water geconcentreerd in bredere banken en vindt snelle drainage plaats van het doorsijpelende water naar het grondwater. Bevat een spelingzone: semiverdronken zone.
- Verdronken zone: Dit is de voornaamste reserve van grondwater, waarvan de grootte kan verschillen, afhankelijk van de geologische structuur van het bekken. De wegstroombare reserve kan uitgebaat worden door enkel gebruik te maken van de zwaartekracht. De permanente reserve is een volume water dat bevat is in formaties die onder het basisniveau liggen; ze kan enkel uitgebaat worden door middel van pompen.
- Indien een rivier in de ondergrond verdwijnt, en verder terug aan de oppervlakte komt als een bron met sterk debiet, spreekt men van een  resurgentie.

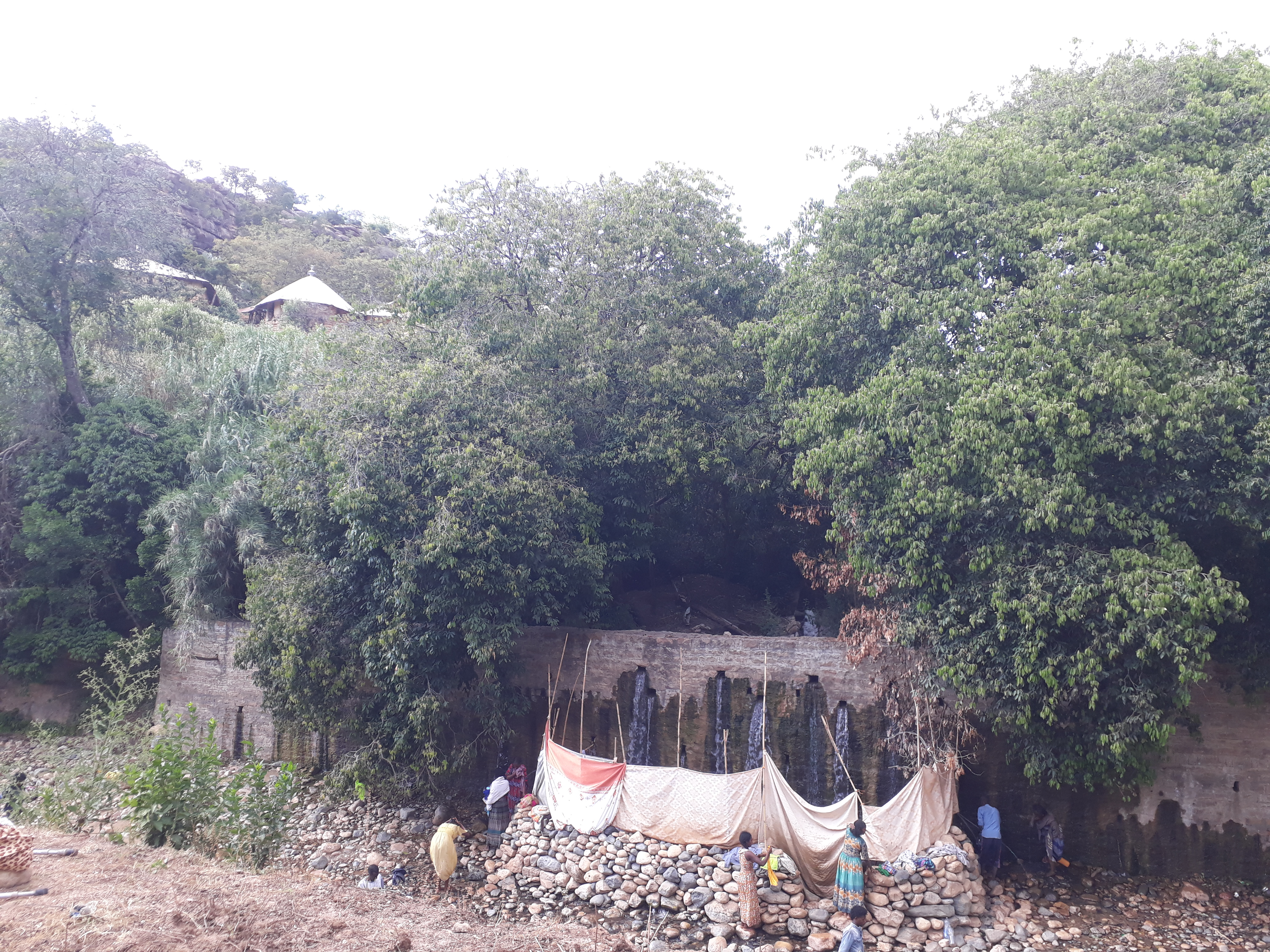
Abba Hadera resurgentie in Dogu'a Tembien (Ethiopië)

- Indien de oorsprong van het water enkel infiltratie is, dan heet zulke bron een exsurgentie.
- Onderaardse rivieren sluiten aan bij een normale bovenaardse rivier, die plaatselijk hun basisniveau vormt. Ze hebben een tendens om zich samen met de bovenaardse rivier in te graven/snijden zodat men bij grotten vaak verschillende verdiepingen van galerijen heeft, waarvan de oudste het hoogste liggen, en die het merendeel van de tijd droog staan.

## Landschapsvormen
Door Karst ontstane landschapsvormen zijn:
- cenotes
- dolines (door karst gevormde zinkgaten)
- gouffre
- grotten
- karstdalen
- karstpijpen
- kegelkarst
- lapiaz, kleine of grotere oppervlakten van blootliggende kalksteen
- poljes
- resurgentiebronnen (ook karstbronnen genoemd)
- verdwijnende rivieren

Voorbeelden van Europese dieren die zich thuis voelen in het karstlandschap zijn de olm (Proteus anguinus), een salamander die in onderaardse kalksteengrotten leeft, en de karsthagedis (Podarcis melisellensis), die zijn naam te danken heeft aan de biotoop. 
In Nederland komt karstvorming voor in de Limburgse mergelgroeven. Het betreft zowel horizontale Karstpijpen (bijv. stelsel Zonneberg) als verticaal (in het plafond, bijv. in de Barakkenberg). In het Noordelijk Gangenstelsel bevindt zich de enige karstgang van Nederland, die groot genoeg is om er in te kruipen. Deze heeft een lengte van 18 meter, kent ook aftakkingen en werd in 1986 gekarteerd. Deze locatie is echter niet meer publiek toegankelijk vanwege instortingsgevaar. Ook in de mergelgroeven op het Belgische gedeelte van de Sint-Pietersberg (plateau van Caestert) zijn karstverschijnselen te zien.
Voor vele verschillende karstgebieden in andere delen van de wereld zie: Lijst van karstgebieden.